# Hercules-Klasse
Die Hercules-Klasse war eine Klasse von zwei 74-Kanonen-Linienschiffen 3. Ranges der britischen Marine (Royal Navy), die von 1760 bis 1784 in Dienst stand.

## Geschichte
Die von Sir Thomas Slade dem Surveyor of the Navy entworfene Klasse, war eine Weiterentwicklung der ersten britischen 74-Kanonen-Schiffe der Dublin-Klasse und dem Einzelschiff Hero.

## Einheiten
| Name      | Bauwerft                            | Bestellung    | Kiellegung         | Stapellauf    | Indienststellung | Verbleib                             |
| --------- | ----------------------------------- | ------------- | ------------------ | ------------- | ---------------- | ------------------------------------ |
| Hercules  | Deptford Dockyard Deptford (London) | 15. Juli 1756 | 30. März 1757      | 15. März 1759 | 16. März 1759    | 1784 zum Abbruch verkauft            |
| Thunderer | Woolwich Dockyard Woolwich (London) | 15. Juli 1756 | 17. September 1756 | 18. Mai 1760  | 24. März 1760    | Im Großen Hurrikan von 1780 gesunken |

## Technische Beschreibung
Die Klasse war als Batterieschiff mit zwei durchgehenden Geschützdecks konzipiert und hatte eine Länge von 50,6 Metern (Geschützdeck) bzw. 41,45 Meter (Kiel), eine Breite von 14,2 Metern und einen Tiefgang von 6,09 Metern bei einer Vermessung von 1564 17⁄94 tons (bm). Sie waren Rahsegler mit drei Masten (Fockmast, Großmast und Kreuzmast). Der Rumpf schloss im Heckbereich mit einem Heckspiegel, in den zwei Galerien integriert waren, die in die seitlich angebrachten Seitengalerien mündeten. Diese waren aus Repräsentationsgründen mit Schnitzereien und Bildhauerarbeiten geschmückt. Die Beplankung der Schiffe war kraweel ausgeführt, das heißt, die Enden der Planken stießen stumpf aufeinander, so dass eine glatte Außenfläche entstand.
Die Bewaffnung der Klasse bestand bei Indienststellung aus 74 Kanonen.
|                 | Unteres Batteriedeck | Oberes Batteriedeck | Backdeck      | Achterdeck     | Kanonen (Geschossgewicht) |
| --------------- | -------------------- | ------------------- | ------------- | -------------- | ------------------------- |
| Design          | 28 × 32-Pfünder      | 28 × 18-Pfünder     | 4 × 9-Pfünder | 14 × 9-Pfünder | 74 Kanonen (354,18 kg)    |
| 1781 (Hercules) | 28 × 24-Pfünder      | 28 × 18-Pfünder     | 4 × 9-Pfünder | 14 × 9-Pfünder | 74 Kanonen (253,05 kg)    |

## Besatzung
Die Besatzung hatte eine Stärke von 550 Mann (Offiziere und Unteroffiziere bzw. Mannschaften).

## Bemerkungen
1. ↑  Die hier verwendeten Daten entsprechen dem amtlichen Entwurf. Die genauen Werte der einzelnen Schiffe weichten von Diesem minimal ab.